# Sonic Pi
Sonic Pi es un entorno de live coding o codificación en vivo basado en Ruby, originalmente diseñado para apoyar las clases de informática y música en las escuelas, desarrollado por Sam Aaron en el Laboratorio de Informática de la Universidad de Cambridge en colaboración con la Fundación Raspberry Pi.

## Usos

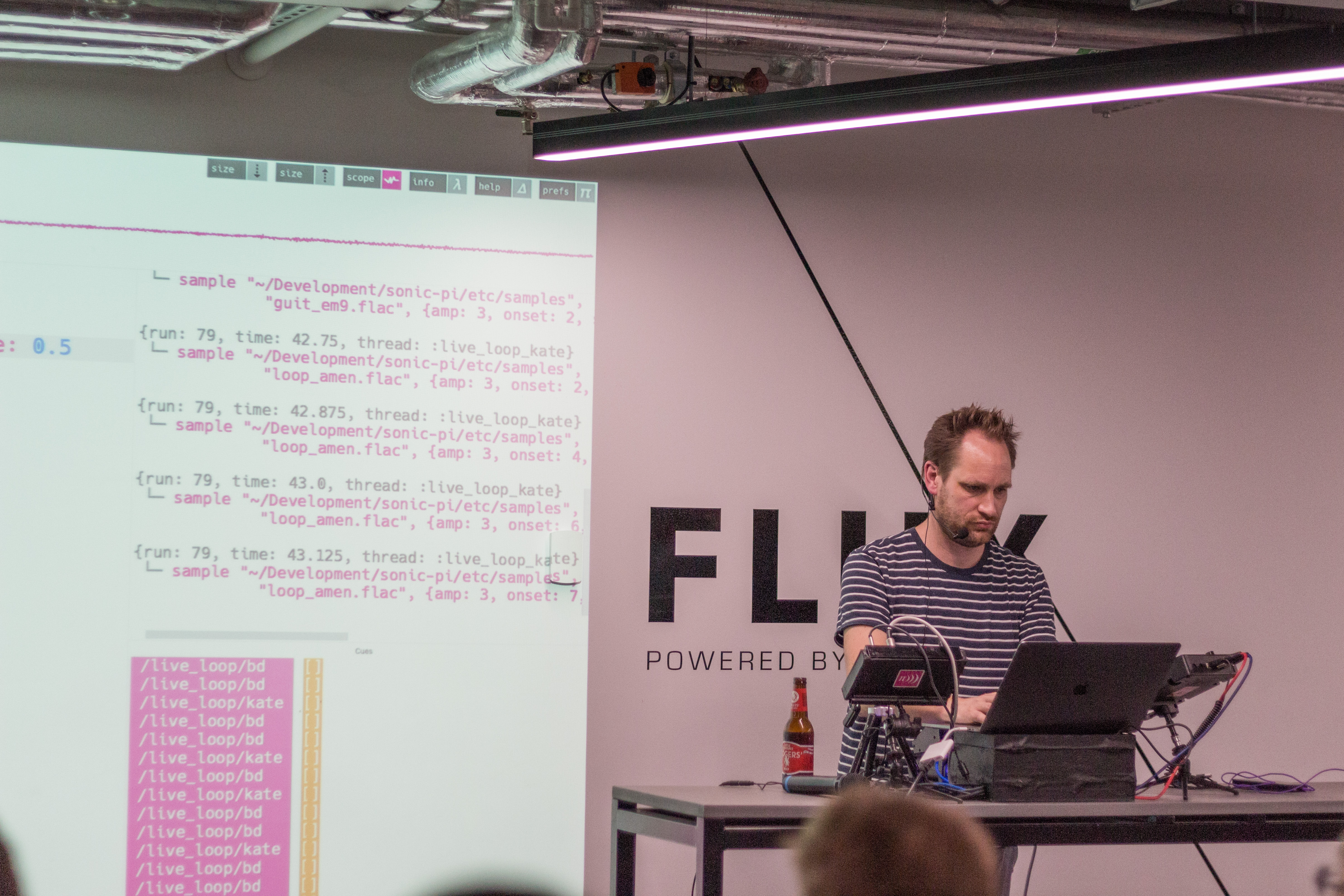
Sam Aaron, creador de Sonic Pi, mostrando el programa

Gracias al uso como motor de síntesis de SuperCollider y a su preciso modelo de sincronización, también se utiliza para codificación en vivo y otras formas de interpretación y producción musical algorítmica, incluidas algoraves. Su investigación y desarrollo ha sido apoyado por Nesta, a través del proyecto Sonic PI: Live & Coding.

## Otras lecturas
- Aaron, Samuel; Blackwell, Alan F.; Burnard, Pamela (2016). «The development of Sonic Pi and its use in educational partnerships: Co-creating pedagogies for learning computer programming». Journal of Music, Technology & Education 9 (1): 75-94. doi:10.1386/jmte.9.1.75_1. Consultado el 11 de diciembre de 2019.
- Aaron, Sam. (2016). «Sonic Pi–performance in education, technology and art.». International Journal of Performance Arts and Digital Media 12 (2): 17-178. doi:10.1080/14794713.2016.1227593.
- Sinclair, Arabella (2014). «Educational Programming Languages: The Motivation to Learn with Sonic Pi.». PPIG: 10. Consultado el 11 de diciembre de 2019.
- Aaron, Samuel; Blackwell, Alan F. (2013). «From sonic Pi to overtone: creative musical experiences with domain-specific and functional languages.». Proceedings of the First ACM SIGPLAN Workshop on Functional Art, Music, Modeling & Design. Farm '13 (ACM): 35-46. ISBN 9781450323864. doi:10.1145/2505341.2505346. Consultado el 11 de diciembre de 2019.
- Aaron, Samuel; Blackwell, Alan F.; Hoadley, Richard (2013). «A principled approach to developing new languages for live coding». Proceedings of the First ACM SIGPLAN Workshop on Functional Art, Music, Modeling & Design: 35-46. doi:10.1145/2505341.2505346. Consultado el 11 de diciembre de 2019.